# Parc national de Currawinya
Le parc national de Currawinya est un parc national situé près de Hungerford dans le sud-ouest du Queensland, en Australie, à 828 km à l'ouest de Brisbane. C'est une région de plaines arides sableuses, avec de petits arbres et arbustes. Le parc est traversé par la rivière Paroo.
Le parc est protégé au titre de site Ramsar depuis 1996 pour l'intérêt de ses zones humides.